# Рунозірка довгоніжкова
Рунозірка довгоніжкова (Polytrichastrum longisetum) — вид мохів порядку рунянкальних (Polytrichales).

## Поширення
Батьківщиною є Європа, Північна Америка, Південна Америка, Азія, Нова Зеландія.
Населяє вологі від кислих до основних торф'янисті ділянки, тороси, луки й сиру тундру; від помірних до високих висот.

## Характеристика
Рослини середньо-великі, переважно нерозгалужені, темно-зелені, у пухких пучках. Стебла 2–5(10) см. Листки 5–10 мм, дещо скривлені та згинаються, коли сухі, розпростерто-зігнуті, коли вологі. Ніжки коробок 4–7 см, жовтуваті, знизу червонувато-бурі. Коробочки 3–5 мм, (4)5–6-кутні, жовтувато-коричневі. Спори 18–28 мкм.